# Вадлев
Вадлев (пол. Wadlew) — село в Польщі, у гміні Дружбиці Белхатовського повіту Лодзинського воєводства.
Населення — 455 осіб (2011).
У 1975-1998 роках село належало до Пйотрковського воєводства.

## Демографія
Демографічна структура станом на 31 березня 2011 року:
|          | Загалом | Допрацездатний вік | Працездатний вік | Постпрацездатний вік |
| -------- | ------- | ------------------ | ---------------- | -------------------- |
| Чоловіки | 219     | 45                 | 153              | 21                   |
| Жінки    | 236     | 46                 | 141              | 49                   |
| Разом    | 455     | 91                 | 294              | 70                   |